# Donnellsmithia pinnatisecta
Donnellsmithia pinnatisecta là một loài thực vật có hoa trong họ Hoa tán. Loài này được (H.P.Riley) Mathias & Constance mô tả khoa học đầu tiên năm 1973.